# Videolento
Il Videolento è una tecnica di trasmissione unidirezionale di immagini in remoto, attraverso la comune linea telefonica RTG.
Si tratta sostanzialmente di un sistema televisivo a circuito chiuso, in cui la trasmissione delle immagini provenienti da una telecamera avviene tramite la successiva digitalizzazione e codifica di singoli fotogrammi per essere riprodotte su di un monitor. 
Le prestazioni molto ridotte (pochi fotogrammi per ogni minuto di trasmissione) hanno presumibilmente determinato il suo inusuale nome - nome con cui, curiosamente, il servizio veniva definito tramite il suo stesso principale difetto.
Ha fatto parte dei servizi telefonici aggiuntivi offerti da SIP (oggi Telecom Italia) nel corso degli anni 90. 
Oggi non compare più nell'elenco dei servizi disponibili, essendo stato soppiantato dalle innumerevoli nuove tecnologie di videochiamata tramite Internet o altre reti.
Il Videolento è stato utilizzato in sporadiche occasioni da parte della Gialappa's Band durante la popolare trasmissione Mai dire TV.